# Maxsud Veysalov
Maxsud Alisher oʻgʻli Veysalov (ur. 21 lipca 1999) – uzbecki zapaśnik walczący w stylu wolnym. Brązowy medalista mistrzostw Azji w 2023. Trzeci na MŚ juniorów w 2019 roku.